# 塘埂头水库
塘埂头水库是中国安徽省宣城市郎溪县境内的一座水库，位于长江支流水阳江上，建于1977年。水库正常库容为2100万立方米，集雨面积为50平方千米，海拔为60米。